# استان هوانگهه شمالی
استان هوانگهه شمالی (به لاتین: North Hwanghae Province، تلفظ کره‌ای: [hwaŋ.ɦɛ.buk̚.t͈o]) یک استان در کشور کره شمالی است که در منطقهٔ هائسو واقع شده‌است.

## خصوصیات
استان هوانگهائه شمالی ۸٬۱۵۴ کیلومترمربع مساحت و ۲٬۱۱۳٬۶۷۲ نفر جمعیت دارد.